# Ločevci
Ločevci (izvirno srbsko Лочевци) je naselje v Srbiji, ki upravno spada pod Občino Gornji Milanovac; slednja pa je del Moraviškega upravnega okraja.

## Demografija
V naselju živi 80 polnoletnih prebivalcev, pri čemer je njihova povprečna starost 51,5 let (51,3 pri moških in 51,7 pri ženskah). Naselje ima 37 gospodinjstev, pri čemer je povprečno število članov na gospodinjstvo 2,43.
To naselje je, glede na rezultate popisa iz leta 2002, večinoma srbsko.
|  |

| Demografija | Demografija     | Demografija     |
| Leto        | Št. prebivalcev | Št. prebivalcev |
| ----------- | --------------- | --------------- |
|             |                 |                 |
|             |                 |                 |
|             |                 |                 |
|             |                 |                 |
| 1948        | 218             |                 |
| 1953        | 210             |                 |
| 1961        | 171             |                 |
| 1971        | 168             |                 |
| 1981        | 132             |                 |
| 1991        | 94              | 93              |
| 2002        | 91              | 90              |
|             |                 |                 |

| Etnična sestava po popisu iz leta 2002 | Etnična sestava po popisu iz leta 2002 | Etnična sestava po popisu iz leta 2002 | Etnična sestava po popisu iz leta 2002 | Etnična sestava po popisu iz leta 2002 |
| -------------------------------------- | -------------------------------------- | -------------------------------------- | -------------------------------------- | -------------------------------------- |
| Srbi                                   | Srbi                                   |                                        | 88                                     | 97,77%                                 |
| Neznano                                | Neznano                                |                                        | 1                                      | 1,11%                                  |